# Hlas

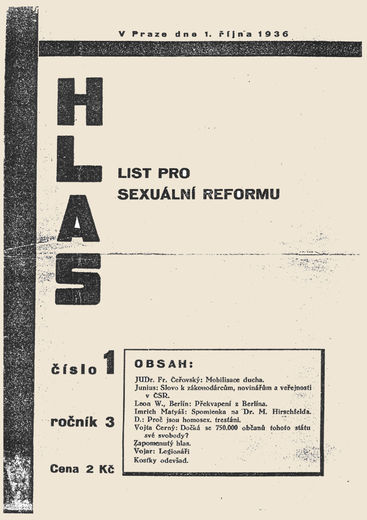
Titelblatt der Hlas No. 1, 1936

Hlas sexuální menšiny (Stimme der sexuellen Minderheit), kurz Hlas, seit 1932 Nový hlas: List pro sexuální reformu (Neue Stimme: Zeitschrift für Sexualreform), von 1936 bis 1937 wieder als Hlas, 1938 als Hlas přírody, war eine Zeitschrift für homosexuelle Männer und Frauen aus der Tschechoslowakei, verlegt mit mehreren Unterbrechungen von 1931 bis 1938 in Prag. Sie war die erste „homosexuelle Zeitschrift“ eines mittel- oder osteuropäischen Landes und die erste nicht-deutschsprachige „homosexuelle Zeitschrift“ weltweit. Neben Texten tschechoslowakischer Autoren veröffentlichte sie auch deutschsprachige Beiträge, u. a. von so renommierten Autoren wie Magnus Hirschfeld, Kurt Hiller, Karl Giese und „Rolf“ (Karl Meier).
Nach dem Ende aller deutschen Zeitschriften war Hlas neben dem Schweizer Freundschaftsbanner ab 1933 die einzige „homosexuelle Zeitschrift“ weltweit. Die zweite tschechoslowakische Zeitschrift für Homosexuelle, Kamarád, wurde 1932 nach Erscheinen einer einzigen Ausgabe wieder eingestellt.

## Geschichte

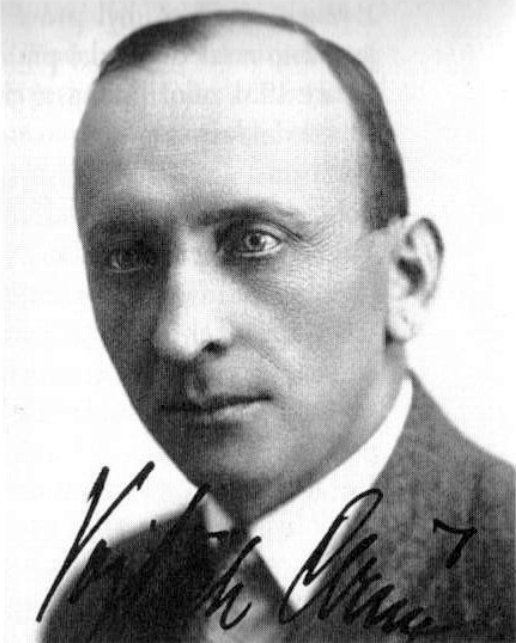
Vojtěch Černý, Gründer von Hlas

### Hlas (1931–1932)
Hlas wurde 1931 von Vojtěch Černý mit Hilfe seines Bruders František gegründet. Vojtěch war ein ehemaliger Berufssoldat, der aufgrund einer Verurteilung nach dem § 129 (dem tschechischen Pendant zum deutschen § 175) um 1918 unehrenhaft aus der Armee entlassen worden war. Hlas erschien in zweiwöchentlichem Rhythmus, musste aber bereits 1932 aufgrund finanzieller Probleme wieder eingestellt werden.

### Novy hlas (1932–1934)
Nach einer kurzen Pause wurde die Zeitschrift durch Antonín Steimar übernommen und in Nový hlas: List pro sexuální reformu umgetauft, das Heft erschien von nun an monatlich. Die Redaktion bildeten Jiří Karásek ze Lvovic, der Jurist František Čeřovský sowie „Eduard Weingart“, ein Pseudonym der Journalistin Jana Mattuschová, und als Autorin speziell für lesbische Themen Lída Merlínová. Später stieß noch Vladimír Vávra hinzu, der als Chefredakteur fungierte. Die Zeitschrift war kein offizielles Organ einer Organisation, stand aber der Československá Liga pro sexuální reformu (Tschechoslowakische Liga für Sexualreform, CLSR) nahe sowie der Homosexuellenorganisation Osvětové a společenského sdružení Přátelství (Aufgeklärter Gesellschaftsverband „Freundschaft“, OSSP).
Sowohl Hlas wie auch Nový hlas waren eng mit dem deutschen Sexualwissenschaftler und homosexuellen Aktivisten Magnus Hirschfeld verbunden, der ihnen bereits über die CSLR als tschechoslowakischem Ableger von Hirschfelds Weltliga für Sexualreform bekannt war. Bereits Hlas berichtete regelmäßig über Hirschfeld, interviewte ihn und veröffentlichte Texte von ihm.
Magnus Hirschfeld hatte Deutschland bereits 1931 verlassen, um eine Tournee um die Welt anzutreten. Anschließend konnte er aus politischen Gründen nicht mehr in sein Heimatland zurückkehren. Wenige Monate nach der Machtübergabe an die Nationalsozialisten 1933 wurde sein Institut für Sexualwissenschaft in Berlin zerstört, woraufhin Hirschfelds Lebenspartner Karl Giese noch Ende des Jahres Kontakt mit der Redaktion von Nový hlas aufnahm. Hirschfeld und Giese beabsichtigten nach der Zerstörung der homosexuellen Presse in Deutschland, Nový hlas zu einem neuen Sprachrohr der homosexuellen Emanzipationsbewegung zu machen. In einem Grußwort schrieb Hirschfeld: „Die Flamme, die im Lande Goethes, Kants und Nietzsches erlosch, wird im Lande eines Huss, Comenius und Masaryk in neuem Glanze aufleuchten und ihre Strahlen einst wieder dorthin zurückwerfen, wovon das Licht seinen Ausgang nahm. Dank Euch, tschechoslowakische Kameraden und Fackelträger!“ Als Ergebnis wurden 1934 die Ausgaben des Jahres um ein Supplement in deutscher Sprache ergänzt und sowohl Karl Giese als auch Magnus Hirschfeld publizierten Texte in Nový hlas. Die Absicht Gieses und Vávras, dieses Beiblatt zu einer eigenständigen Zeitschrift in deutscher Sprache weiterzuentwickeln, scheiterte jedoch, da Nový hlas im Oktober 1934 mangels Abonnenten sein Erscheinen einstellen musste.
Neben Giese und Hirschfeld publizierte auch der Schweizer Karl Meier in Hlas, der später als „Rolf“ Herausgeber der bedeutenden „homophilen Zeitschrift“ Der Kreis wurde.

### Hlas (1936–1937) / Hlas přírody (1938)
1936 nahm einer der Gründer, Vojtěch Černý, die Zeitschrift wieder auf. Bis 1937 erschienen sieben weitere Ausgaben.
Nach kurzer Pause erschien im September 1938 die Zeitschrift Hlas přírody. Sie stammte aus den Reihen der Liga für Sexualreform „unter neuer Leitung“ und verwies auf Hlas und Nový Hlas als Vorgänger, die teils wegen der Verleger, teils wegen des Mangels an Abonnenten gescheitert seien. Die Zeitschrift meldete den Tod Vojtěch Černýs, der im April 1938 in Prag einen „tragischen Tod“ gestorben sei. In einem Nachruf kommt zum Ausdruck, dass Černý eine problematische, umstrittene und vielfach angefeindete Persönlichkeit war.
In der einzigen Ausgabe von Hlas přírody wurde erneut in Aussicht gestellt, dass es im Fall genügend deutschsprachiger Abonnenten auch zu einer eigenständigen deutschen Ausgabe kommen könne. Um diese für die Zeitschrift zu interessieren, enthielt Hlas přírody  deutschsprachige Originalbeiträge, unter ihnen einen Text von Kurt Hiller sowie ein Grußwort in deutscher Sprache.
Mit der Besetzung der Tschechoslowakei durch die deutsche Wehrmacht ab Oktober 1938 waren die Bedingungen für eine Fortsetzung der Zeitschrift nicht mehr gegeben, weitere Hefte erschienen nicht.

## Inhalte
Die Zeitschrift berichtete über Entwicklungen sozialer und rechtlicher Natur, die für Homosexuelle, Bisexuelle und vereinzelt auch Transvestiten von Belang waren, in einer Art Presseschau druckte sie auch Auszüge aus anderen Zeitschriften, die für die Leser als interessant angesehen wurden. Des Weiteren wurde in einer Art Feuilleton über homo-erotische Literatur und Kunst geschrieben. In Anzeigen warben homosexuelle Klubs und Lokale vor allem aus Prag um Gäste. Nur gelegentlich erschienen Artikel, die sich speziell Themen lesbischer Frauen widmeten, Lída Merlínová verfasste auch mindestens einen Artikel über männlichen und weiblichen Transvestitismus.
Vereinzelte Beiträge erschienen in deutscher Sprache, damit wandte sich Hlas bewusst auch an ein internationales deutschsprachiges Publikum, eine Strategie, die später von der Schweizer Zeitschrift Der Kreis erfolgreich adaptiert wurde.